# Ballenstedt
Ballenstedt (pronunciación en alemán: /ˈbalənˌʃtɛt/ⓘ) es un municipio situado en el distrito de Harz, en el estado federado de Sajonia-Anhalt (Alemania), a una altitud de 236 metros. Su población a finales de 2015 era de unos 9000 habitantes y su densidad poblacional, 110 hab/km².